# Bobby Cox
Robert Joseph Cox (né le 21 mai 1941 à Tulsa, Oklahoma, États-Unis) est un ancien joueur, instructeur, manager et manager général dans les Ligues majeures de baseball. Il est intronisé au Temple de la renommée du baseball en juillet 2014.
Brièvement joueur de troisième but puis instructeur chez les Yankees de New York, Bobby Cox est principalement reconnu pour avoir été le manager des Braves d'Atlanta pendant 25 saisons.
Avec 2 504 victoires, il est au quatrième rang (en date de 2010) sur la liste des gérants ayant remporté le plus grand nombre de parties dans les Ligues majeures. Il est premier parmi les managers des Braves d'Atlanta pour le nombre de parties dirigées et le nombre de victoires.
Élu trois fois gérant de l'année dans la Ligue nationale et une fois dans la Ligue américaine, Bobby Cox, qui a aussi dirigé les Blue Jays de Toronto pendant quatre saisons, a mené les Braves d'Atlanta à la conquête de la Série mondiale 1995. Il a aussi reçu une bague de champion de la Série mondiale en 1977 alors qu'il faisait partie du personnel d'instructeurs des Yankees de New York.
Cox est aussi le manager ayant été expulsé le plus grand nombre de fois par un arbitre au cours d'une partie des majeures : il l'a été à 158 reprises en saison régulière, auxquelles s'ajoutent trois expulsions en séries éliminatoires.

## Carrière de manager
Cox a été à la tête des Braves de 1978 à 1981, puis a pris les rênes des Blue Jays de Toronto de 1982 à 1985. Il est ensuite revenu dans l'organisation des Braves au poste de manager général, puis a repris le poste de manager en 1990.

### Braves d'Atlanta (1990-2010)
Il a remporté 4 fois le prix de Manager de l'année dont 3 fois avec les Braves. Il a mené les Braves à 14 titres consécutifs de Division entre 1991 et 2005 (la saison 1994 a été raccourcie par une grève et aucun titre n'a été décerné) et à 5 titres de la Ligue nationale. En 1995, les Braves remportent la Série mondiale sous sa direction. 
Il annonce qu'il prendra sa retraite à l'issue de la saison 2010. Les Braves se qualifient comme meilleurs deuxièmes de la Ligue nationale au dernier jour de la saison régulière, permettant à Cox de diriger pour une dernière fois une équipe en séries éliminatoires. L'équipe est éliminée par les Giants de San Francisco en Série de division. Cox dirige les Braves pour la toute dernière fois le 11 octobre 2010 à Atlanta.

## Expulsions

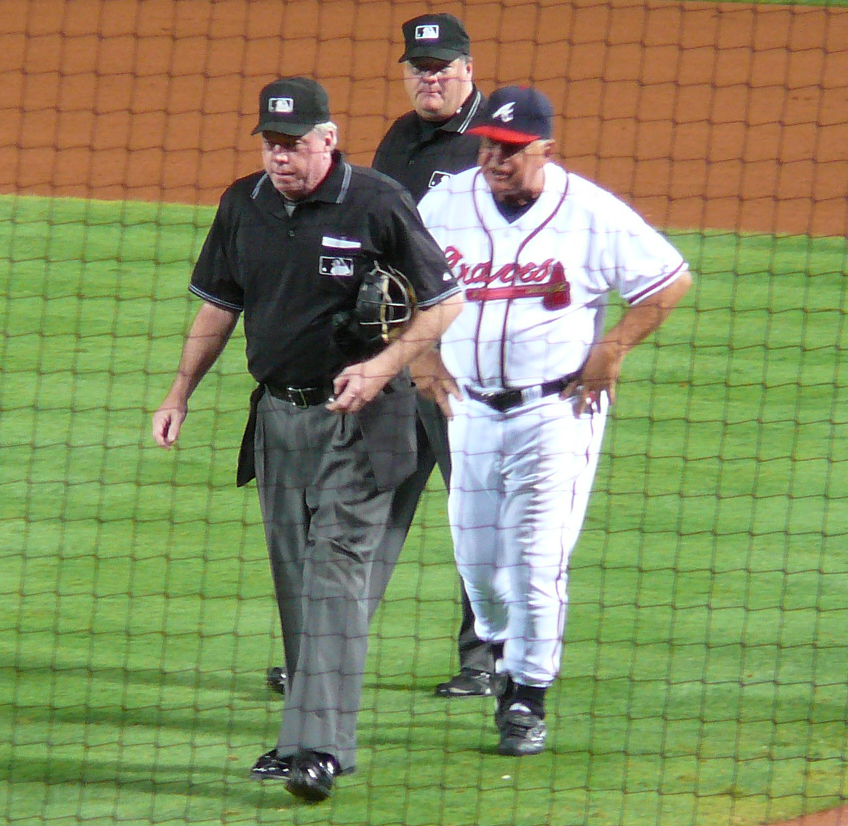
Bobby Cox détient le record pour le plus grand nombre d'expulsions par des arbitres.

Bobby Cox détient le record du plus grand nombre d'expulsions en Ligue majeure. Le 14 août 2007, dans un match contre San Francisco, il est expulsé par l'arbitre Ted Barrett pour avoir disputé la zone de prises. Avec sa 132e éjection en carrière, il dépasse le record du colérique John McGraw. En date du 17 juillet 2010, il avait été expulsé à 156 reprises.
Cox est aussi la seule personne, managers et joueurs inclus, à avoir été expulsé deux fois de parties de la Série mondiale. Lors du troisième match de la Série mondiale 1992, il est mis dehors par l'arbitre après avoir, de l'abri, lancé un casque protecteur sur le terrain du Skydome de Toronto. Lors de la sixième et dernière partie de la Série mondiale 1996, au Yankee Stadium, Cox est à nouveau expulsé, cette fois pour avoir contesté la décision de l'officiel de déclarer Marquis Grissom retiré autour des buts.

## Temple de la renommée du baseball
Le 9 décembre 2013, Bobby Cox est admis au Temple de la renommée du baseball. Il y fait son entrée en compagnie de deux autres gérants élus en même temps que lui, Joe Torre et Tony La Russa, lors d'une cérémonie à Cooperstown le 27 juillet 2014. Le même jour, deux de ses anciens joueurs étoiles, Greg Maddux et Tom Glavine, font aussi leur entrée au Panthéon.

## Statistiques de joueur
En saison régulière
| Statistiques de frappeur |            |     |     |    |     |    |    |    |     |    |       |
| Saison                   | Équipe     | G   | AB  | R  | H   | 2B | 3B | HR | RBI | SB | BA    |
| 1968                     | NY Yankees | 135 | 437 | 33 | 100 | 15 | 1  | 7  | 41  | 3  | 0,229 |
| 1969                     | NY Yankees | 85  | 191 | 17 | 41  | 7  | 1  | 2  | 17  | 0  | 0,215 |
| Totaux                   | Totaux     | 220 | 628 | 50 | 141 | 22 | 2  | 9  | 58  | 3  | 0,225 |

Note: G = Matches joués; AB = Passages au bâton; R = Points; H = Coups sûrs; 2B = Doubles; 
3B = Triples; HR = Coup de circuit; RBI = Points produits; SB = buts volés; BA = Moyenne au bâton 

## Statistiques de manager
| Équipe | Année  | Saison régulière | Saison régulière | Saison régulière | Saison régulière |  | Séries éliminatoires | Séries éliminatoires | Séries éliminatoires | Séries éliminatoires           |
| Équipe | Année  | Vic.             | Déf.             | % Vic.           | Place            |  | Vic.                 | Déf.                 | % Vic.               | Résultats                      |
| ATL    | 1978   | 69               | 93               | 0,425            | 6e NL Ouest      |  | -                    | -                    | -                    |                                |
| ATL    | 1979   | 66               | 94               | 0,412            | 6e NL Ouest      |  | -                    | -                    | -                    |                                |
| ATL    | 1980   | 81               | 80               | 0,503            | 4e NL Ouest      |  | -                    | -                    | -                    |                                |
| ATL    | 1981   | 50               | 56               | 0,471            | 4e NL Ouest      |  | -                    | -                    | -                    |                                |
| TOR    | 1982   | 78               | 84               | 0,481            | 7e AL Est        |  | -                    | -                    | -                    |                                |
| TOR    | 1983   | 89               | 73               | 0,549            | 4e AL Est        |  | -                    | -                    | -                    |                                |
| TOR    | 1984   | 89               | 73               | 0,549            | 2e AL Est        |  | -                    | -                    | -                    |                                |
| TOR    | 1985   | 99               | 62               | 0,614            | 1e AL Est        |  | 3                    | 4                    | 0,428                |                                |
| ATL    | 1990   | 40               | 57               | 0,412            | 6e NL Ouest      |  | -                    | -                    | -                    |                                |
| ATL    | 1991   | 94               | 68               | 0,580            | 1e NL Ouest      |  | 7                    | 7                    | 0,500                | Champion de la Ligue nationale |
| ATL    | 1992   | 98               | 64               | 0,604            | 1e NL Ouest      |  | 6                    | 7                    | 0,461                | Champion de la Ligue nationale |
| ATL    | 1993   | 104              | 58               | 0,641            | 1e NL Ouest      |  | 2                    | 4                    | 0,333                |                                |
| ATL    | 1994   | 68               | 46               | 0,596            | 2e NL Est        |  | -                    | -                    | -                    |                                |
| ATL    | 1995   | 90               | 54               | 0,625            | 1e NL Est        |  | 11                   | 3                    | 0,785                | Vainqueur de la Série mondiale |
| ATL    | 1996   | 96               | 66               | 0,592            | 1e NL Est        |  | 9                    | 7                    | 0,562                | Champion de la Ligue nationale |
| ATL    | 1997   | 101              | 61               | 0,623            | 1e NL Est        |  | 5                    | 4                    | 0,555                |                                |
| ATL    | 1998   | 106              | 56               | 0,654            | 1e NL Est        |  | 5                    | 4                    | 0,555                |                                |
| ATL    | 1999   | 103              | 59               | 0,635            | 1e NL Est        |  | 7                    | 7                    | 0,500                | Champion de la Ligue nationale |
| ATL    | 2000   | 95               | 67               | 0,586            | 1e NL Est        |  | 0                    | 3                    | 0,000                |                                |
| ATL    | 2001   | 88               | 74               | 0,543            | 1e NL Est        |  | 4                    | 4                    | 0,500                |                                |
| ATL    | 2002   | 101              | 59               | 0,631            | 1e NL Est        |  | 2                    | 3                    | 0,400                |                                |
| ATL    | 2003   | 101              | 61               | 0,623            | 1e NL Est        |  | 2                    | 3                    | 0,400                |                                |
| ATL    | 2004   | 96               | 66               | 0,592            | 1e NL Est        |  | 2                    | 3                    | 0,400                |                                |
| ATL    | 2005   | 90               | 72               | 0,555            | 1e NL Est        |  | 1                    | 3                    | 0,250                |                                |
| ATL    | 2006   | 79               | 83               | 0,487            | 3e NL Est        |  | -                    | -                    | -                    |                                |
| ATL    | 2007   | 84               | 78               | 0,518            | 3e NL Est        |  | -                    | -                    | -                    |                                |
| ATL    | 2008   | 72               | 90               | 0,444            | 4e NL Est        |  | -                    | -                    | -                    |                                |
| ATL    | 2009   | 86               | 76               | 0,531            | 3e NL Est        |  | -                    | -                    | -                    |                                |
| ATL    | 2010   | 91               | 71               | 0,562            | 2e NL Est        |  | 1                    | 3                    | 0,250                |                                |
| Totaux | Totaux | 2504             | 2001             | 0,556            |                  |  | 67                   | 70                   | 0,489                | 1 Série mondiale               |